# Moldavia en los Juegos Olímpicos de Pekín 2008
Moldavia estuvo representada en los Juegos Olímpicos de Pekín 2008 por un total de 29 deportistas que compitieron en 8 deportes.  
El portador de la bandera en la ceremonia de apertura fue el luchador Nicolai Ceban.

## Medallistas
El equipo olímpico moldavo obtuvo las siguientes medallas:
| Nombre          | Deporte | Competición     |
| --------------- | ------- | --------------- |
| Oro             |         |                 |
| —               |         |                 |
| Plata           |         |                 |
| —               |         |                 |
| Bronce          |         |                 |
| Veaceslav Gojan | Boxeo   | Gallo (54 kg) M |